# Junko Minagawa
Junko Minagawa (jap. 皆川 純子 Minagawa Junko; ur. 22 listopada 1975 w Tsuchiura) – japońska seiyū powiązana z firmą Haikyo. Podkłada głos głównie pod role chłopięce.

## Role głosowe
Ważniejsze role są pogrubione

### Anime
- .hack//Legend of the Twilight ('Shugo Kunisaki)
- Aria The Animation (Akira E. Ferrari)
- Black Cat (Leon Elliott and Silphy)
- Blassreiter (Malek Yildrim Werner)
- Bokurano (Jun Ushiro)
- Busō Renkin (Madoka Maruyama)
- Chrono Crusade (Joshua Christopher)
- Cobra the Animation (Queen)
- Code Geass (Cornelia Li Britannia)
- Digimon Xros Wars (Deputymon)
- D.Gray-man (Archie)
- Duel Masters (Hakuoh)
- Fantastic Children (Tohma)
- Fushigiboshi no Futagohime (Eclipse/Shade)
- Godannar (Shinobu Saruwatari)
- He Is My Master (Yoshitaka Nakabayashi)
- Hachimitsu to Clover (Kaoru Morita (jako dziecko))
- Hōseki no kuni (Żółty Diament)
- Ichigo Mashimaro (Sasatsuka)
- Jinki: Extend (Mel J. Vanette)
- Kämpfer (Hitomi Minagawa)
- Loveless (Ritsuka Aoyagi)
- Mermaid Melody Pichi Pichi Pitch (Mikeru)
- Mahō Sensei Negima! (Ayaka Yukihiro)
- Negima!? (Ayaka Yukihiro)
- Pandora Hearts (Oz Vessalius)
- Rockman.exe Axess (Allegro)
- Sailor Moon Crystal (Haruka Tenō / Sailor Uranus)
- Saru Get You -On Air- (Hiroki)
- Ognistooka Shana (Khamsin Nbh`w)
- Shijō saikyō no deshi Ken’ichi (Shiratori)
- Shounen Onmyouji (Genbu)
- Super Lovers (Kaido Ren)
- The Prince of Tennis (Ryoma Echizen)
- The World of Narue (Kanaka Nanase)
- Trinity Blood (Ion Fortuna)
- Tsubasa: Reservoir Chronicle (Ryuuou)
- Tytania (Miranda Casimir)
- Valkyria Chronicles (Rosie)
- Vampire Knight (Ruka Souen)
- Viper’s Creed (Norma)
- Uninhabited Planet Survive! (Shingo)
- Yu-Gi-Oh! 5D’s (Misty)
- Zettai Karen Children (Tim Toy)
- KiraKira Pretty Cure a la Mode (Giulio)

### Gry
- Dead or Alive 4 (Eliot])
- Dragon Shadow Spell (Jehuty)
- Eternal Sonata (Count Waltz)
- Fatal Frame III: The Tormented (2005) (Rei Kurosawa, Reika Kuze)
- Nana (manga) (Nana Osaki)
- Sakura Wars V (Sagiitta Weinberg)
- Suikoden V (Roy, Zerase, opcja B dla głosu Prince)
- Arknights (Catapult)
- Genshin Impact (Xingqiu)
- Resident Evil 4 Remake (Ada Wong)